# Díszes feketemoly
A díszes feketemoly (Ethmia pusiella) a valódi lepkék (Glossata) alrendjébe tartozó feketemolyfélék (Ethmiidae) családjának névadó nemének egyik faja.

## Elterjedése, élőhelye
Közép- és Dél-Európában, valamint Kis-Ázsiában honos faj, amely Magyarországon is mindenfelé megtalálható.

## Megjelenése
Szárnyát fehér alapon fekete foltok díszítik, fesztávolsága 19–20 mm.

## Életmódja
Évente egy nemzedéke kel ki. A lepkék nyártól őszig éjszaka rajzanak. Nappal fatörzseken és a levelek árnyékos részein pihennek, ahonnan könnyen felzavarhatók. A rajzás csúcsa éjfél körül van. Hernyója májusban a fekete nadálytő (Symphytum officinale) levelein él.